# Aphrodisium subplicatum
Aphrodisium subplicatum là một loài bọ cánh cứng trong họ Cerambycidae.